# اناسوارا کومار
اناسوارا کومار (انگلیسی: Anaswara Kumar) بازیگر هندی است که در صنعت فیلم تامیل کار می‌کند. او حرفه خود را با فیلم دلهره آور ورزشی سختی (۲۰۱۴) به کارگردانی اریواژگان آغار کرد، هرچند فیلم کمدی رمانتیک خویشتن ابتدا اکران شد. او با ایفای نقش موهینی در فیلم کمدی سیاه وقتی من هستم، دلیلی برای ترس وجود دارد که به موفقیت تجاری تبدیل شد، به موفقیت چشمگیری دست یافت.

## فیلم‌شناسی
| سال  | فیلم                                   | نقش    | نکات | مرجع  |
| ---- | -------------------------------------- | ------ | ---- | ----- |
| ۲۰۱۳ | خویشتن                                 | گوماتی |      | [ ۴ ] |
| ۲۰۱۴ | سختی                                   | آنو    |      | [ ۵ ] |
| ۲۰۱۴ | وقتی من هستم، دلیلی برای ترس وجود دارد | موهینی |      | [ ۶ ] |